# Stelman
Stelman, pseudonimo di Stelio Manneschi (Talla, 10 novembre 1927 – Arezzo, 20 ottobre 1998), è stato un pittore italiano.
Stelman è stato definito l'artista più rappresentativo della frantumazione del linguaggio dell'arte tipica del Novecento.

## Biografia
Stelman nasce a Talla il 10 Novembre 1927. La madre Lina, pittrice e miniaturista, muore quando lui ha poco più di un anno.
Sin da piccolo, per nostalgia della madre, ama dipingere. Inizia a cimentarsi con la tecnica ad olio a 19 anni, ritraendo scorci di Arezzo, angoli dimenticati e notturni di tipo evocativo e simbolista.
Si diploma al liceo scientifico "Redi" di Arezzo, e si laurea all'Università degli Studi di Firenze in Scienze Politiche.
Negli anni '60 si cimenta con l'Informale ed in seguito, avendo assimilato la poetica del frammento, inizia a mescolare olio e collage.
Agli inizi degli anni '70 inizia quel percorso che lo porterà ad inaugurare uno stile personale ed originale: recupera ritagli di giornali e riviste, brani dei media dell'epoca, li ricompone in un bozzetto secondo una "visione", e sulla base del bozzetto realizza il quadro, sempre olio su tela, con vasti effetti cromatici ed intricate soluzioni spaziali.
A seguito di uno scambio epistolare con Giulio Carlo Argan affina il suo stile attraversando diverse fasi creative.
Dopo alcune iniziali esposizioni in Toscana (Borgo San Lorenzo, sala Comunale, 1973; Firenze, Galleria "L'incontro", 1973; Arezzo, sala civica, 1974), l'8 Gennaio 1976 Stelman espone a Roma, alla galleria "Astrolabio Arte", con la presentazione di Sandra Giannattasio.
Nel 1983 espone a Firenze alla Galleria "Inquadrature" con la presentazione di Giuliano Serafini, e nel 1984 nuovamente ad Arezzo al Circolo Artistico con la presentazione di Mariano Apa. Il comune di Arezzo lo invita nel 1986 ad esporre presso le sale Comunali della Loggia del Vasari. Nello stesso anno viene invitato alla Galleria Sette di Quadri ad Arezzo, e alla "Internationale Kunstbiennale" di Seetal (Zurigo).
Nel 1988 su invito del maestro Franco Farina espone al Palazzo dei Diamanti di Ferrara, con la presentazione di Giorgio di Genova. Nel 1989 viene invitato a Stoccarda alla Fiera Internazionale d'Arte. Nel 1990, invitato dal comune di Perugia, tiene una mostra personale al Palazzo dei Priori. Nel 1990 e nel 1991 partecipa ad Arte Fiera di Bologna.
In tutto espone 27 volte fra mostre personali (16) e collettive (11) tra il 1973 e il 1994, anno in cui inizia ad avere problemi alla vista che perderà definitivamente nel 1995.
Muore ad Arezzo il 20 Ottobre 1998.
Nel Settembre 2018, su iniziativa dei familiari, si è tenuta una mostra commemorativa dei suoi dipinti presso le sale espositive del MAEC di Cortona con il patrocinio della Regione Toscana, del Comune di Cortona e dell'Accademia Etrusca, aperta da una lectio magistralis del critico Giorgio di Genova. Si è quindi risvegliato l'interesse della critica, e alcuni dipinti di Stelman sono stati esposti in varie esposizioni collettive (BiCC 2018; La diversità del femminile, MitreoIside, presso Il Corviale 2019; XLVI Premio Sulmona 2019).